# Cor Caroli

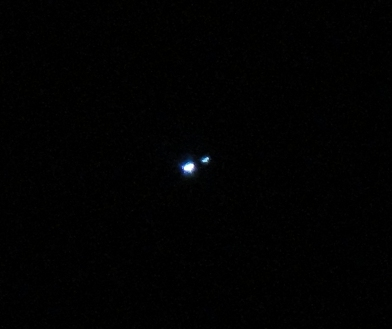
O sistema binário Cor Caroli visto em 2011.

A Cor Caroli (Alpha Canum Venaticorum) é uma estrela de terceira magnitude (2,81) e fácil de ser achada devido a sua luminosidade. Cor Caroli significa Coração de Carlos, em honra ao rei Carlos Segundo e é a estrela mais luminosa da constelação dos Cães de Caça (Canes Venatici).
Tomando uma linha perpendicular ao cabo da constelação Coma Berenices e em direção sul, encontra-se um par de estrelas paralelas ao cabo. A mais brilhante é Cor Caroli, a estrela Alfa. O telescópio mostra um sistema binário – duas estrelas separadas por 19 segundos de arco. A ocidental é a Alfa-1 e a oriental é Alfa-2. 
O sistema binário é dominado por Alfa-1, uma anã branca classe A (A0) que, à temperatura de 10.300K e magnitude 2,90, é muito mais brilhante que sua companheira Alfa-2, uma anã branca classe F de sexta magnitude (5.60).